# Средњовековни рударски алат и опрема
Основни алат средњовековних рудара састојао се од длета, чекића, пијука и клина којима се копала руда и разбијала стена. Поред алата, у покретне рударске налазе спада и рударска опрема, као што су предмети за пренос руде из јаме (карлице, сакови, колица, ужад), помоћна средства за кретање у вертикалним и косим ходницима (стубе, лестве), као и елементи подграђивања.

## Рударски алат
- Длето је гвоздена алатка којом се копала рудна жила и разбијала стена на тај начин што су њихове главе ударане масивним чекићима, док су им врхови секли стене. Длета су имала четвртасте и широке главе, зашиљене врхове и отвор за држаљу при средини који је обичано ромбично проширен.
- Чекић такође спада у основни рударски алат. Рударски чекићи су могли бити дворучни и једноручни. Дворучни чекићи су били масивни, са четвртастим странама и отвором за држаљу, и служили су за ломљење руде и камена и ударање клинова у пукотине стена. Једноручни чекићи су били мањи и могли су имати четвртасте стране као дворучни; или једну равну , а другу шиљату која је служила за одбијање рудаче и њено туцање.

Длето на дршци укрштено са чекићем назива се рударска значка и представља симбол рударства.
- Пијук или килава је гвоздена алатка која је служила за копање жиле која није тврда већ земљаста, и за површинско копање руде.[3]
- Клин или пробојац је алатка која је служила за одбијање комада руде или стене на тај начин што се забијала у пукотине у стени. Клин је имао једну страну равну о коју се ударали чекићем и другу шиљату која се наслањала о стену.[4]

## Рударска опрема
- Подграде су служиле за обезбеђивање подземних просторија од обрушавања. Средњовековне подграде су се правиле искључиво од дрвета. Могле су бити трапезасте састављене од два уско постављена ступца и водоравне греде (за подграђивање рударских ходника) и четвртасте, тзв. венци који су се састојали од две дуже и две краће греде које су слагане, најчешће одоздо нагоре (за подграђивање рударских окана. Разликују се три типа веза код подграда: на преклоп, на зуб и на искружак.
- Стубе су служиле за силажење у окна мање висине или за кретање у косим неподрађеним ходницима већег нагиба. Обично су коришћена једноставно обрађена дебла са усеченим ногоступима.
- Карлица је врста посуде за прихватање и издвајање руде, грубо израђена у дрвету. Могу бити са дршком, или без ње, а могу имати причвшћен канап на једном крају ради тегљења руде у рударској јами.
- Колица су служила за извожење руде из рудника. Прављене су од дрвета учвршћеног металном конструкцијом. У поду су имала две мале осовине око чијих крајева су била по два дрвена котура која су се држала клиновима, и постојао је још један тзв. водећи клин такође у поду колица. Кретала су се каналима од дебелих дасака.[5]
- Уже је коришћено за извлачење руде из рударских окана као и за тегљење карлица са рудом у рударским јамама. Прављена су од лике и конопља.